# Esfezar
Esfezar (in persiano اسفزار‎) è un piccolo insediamento situato nello shahrestān di Sarbisheh e nella provincia del Khorasan meridionale, in Iran.